# Cove Creek (Carolina del Norte)
Cove Creek es un lugar designado por el censo ubicado en el condado de Haywood en el estado estadounidense de Carolina del Norte. La localidad en el año 2010, tenía una población de 1.171 habitantes.

## Geografía
Cove Creek se encuentra ubicado en las coordenadas 35°36′29.54″N 83°0′42.97″O / 35.6082056, -83.0119361.